# 땀샘

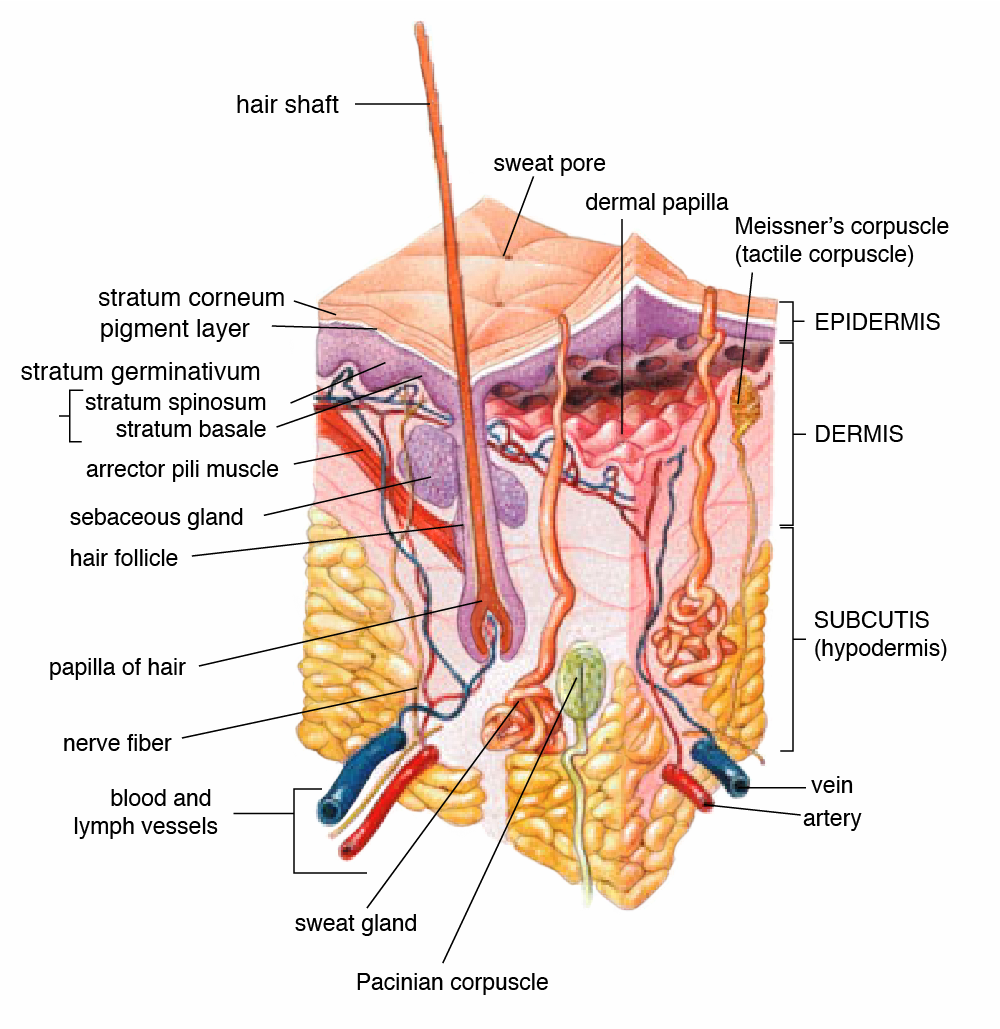
사람 피부의 단면

땀샘(영어: sweat gland)은 땀을 만들어내는 피부의 조그마한 관상 조직이자 외분비선이다. 한선(汗腺)이라고도 한다. 몸의 결합 조직이나 진피 안에 있으며 체온조절에도 기여한다. 땀샘에는 두 종류가 있다.
- 에크린땀샘: 영장류에게만 보이는 땀샘이다. 입술, 성기/음핵 끝을 제외한 몸 전체에 퍼져 있지만 비중은 부위마다 다르다. 사람은 체온조절을 위해 에크린 땀샘을 이용한다. 이 한선계는 두발 보행, 부드러운 털 없는 피부와 밀접한 관계가 있다.[1]
- 아포크린땀샘 (대한선): 더 크고, 각기 다른 분비 구조의 땀샘으로, 사람의 경우 겨드랑이와 항문 주위로 국한된다. 아포크린 땀샘이 사람의 체온 조절에 기여하는 바는 적으며 당나귀, 소, 말, 낙타 따위의 발굽 짐승들에게는 효과적이다.[2][3] 고양이, 개, 돼지 따위의 다른 대부분의 젖먹이짐승들은 헐떡임 등에 의지하여 체온조절을 하며 발바닥, 주둥이에만 땀샘이 있다. 발등, 발바닥에서 나오는 땀은 발잡이에 힘을 주고 마찰력을 높이는 데 기여한다.

에크린 땀샘, 아포크린 땀샘 둘다 근육상피세포를 포함하며 이 세포는 땀샘과 치밀판 사이에 위치한 특별한 상피 세포이다. 근상피세포가 수축하면 땀샘을 압착하며 축적된 분비물들을 방출한다. 이 땀샘의 분비 활동과 근육상피세포의 수축은 자율 신경계와 호르몬의 통제를 받는다.
귀지를 만들어내는 귀지샘(귀지선, 이도샘)과 젖을 만들어내는 젖샘은 땀샘의 수정판으로 간주되기도 하지만 실제로 땀샘은 아니다. 귀지샘과 젖샘 모두 진정한 아포크린샘일 뿐이다.

## 같이 보기
- 땀
- 귀밑샘
- 외분비샘